# Tony Meo
Tony Meo (ur. 4 października 1959 w Londynie) – angielski snookerzysta.
Szkolny przyjaciel Jimmy'ego White'a.
W gronie zawodowców od 1979 roku. W swojej karierze wygrał jeden turniej rankingowy, British Open w 1989. W finale pokonał Deana Reynoldsa 13:6. W tym samym roku dotarł do półfinału mistrzostw świata, gdzie przegrał z Johnem Parrottem 7:16. 20 lutego 1988 roku w meczu Rothmans Matchroom League ze Stephenem Hendrym uzyskał breaka maksymalnego 147 punktów. Mecz został rozegrany w Winding Wheel Centre w Chesterfield. Wraz z Steve'em Davisem czterokrotnie triumfował w mistrzostwach świata par (1982, 1983, 1985, 1986). Dwa razy, w latach 1986–1987, został mistrzem Anglii zawodowców (English Professional Championship), również dwukrotnie triumfował w Australian Masters (1981, 1985).
Zakończył karierę w 1997 roku.